# حبيل الراوس (المسيمير)

تعديل مصدري - تعديل

حبيل الراوس هي إحدى قرى عزلة المسيمير بمديرية المسيمير التابعة لمحافظة لحج، بلغ تعداد سكانها 157 نسمة حسب تعداد اليمن لعام 2004.